# Atherinason hepsetoides
Atherinason hepsetoides is een straalvinnige vissensoort uit de familie van koornaarvissen (Atherinidae). De wetenschappelijke naam van de soort is voor het eerst geldig gepubliceerd in 1843 door Richardson.